# Julius Denzel
Julius Denzel (* 9. Dezember 1852 in Steinbach (heute Wernau); † 26. November 1915 in Tübingen) war ein deutscher Chemiker. Er gründete in Tübingen eine Chemische Fabrik für Mutterkornpräparate mit angegliedertem analytischem Laboratorium für Nahrungsmitteluntersuchungen.

## Leben und Wirken
Julius Denzel wurde nach dem Besuch der Oberrealschule in Esslingen (das heutige Georgii-Gymnasium) zunächst Apotheker. Später studierte er in Straßburg und Tübingen unter Lothar Meyer, Wilhelm Rudolph Fittig, Rose und Friedrich August von Quenstedt. 1876 wurde er als Apotheker approbiert, 1878 erwarb er mit einer Arbeit über die Chlorbromsubstitutionsprodukte des Ethans und Ethylens die naturwissenschaftliche Doktorwürde.
Von 1880 bis 1884 war er als Apotheker in London und als Assistent an der Nahrungsmitteluntersuchungestelle Ulm tätig. 1884 veröffentlichte er eine Abhandlung über das Mutterkorn und dessen wirksame Bestandteile. Im Jahre 1885 machte er sich in Tübingen selbständig. Er gründete dort seine Chemische Fabrik, der er ein analytisches Laboratorium für Nahrungsmitteluntersuchungen angliederte. 1894 erhielt er den Ausweis als Nahrungsmittelchemiker. Er beschaffte sich für die Fabrik eine Dampfmaschine von der Maschinenfabrik Ulrich Kohllöffel in Reutlingen.
Unter der Mitwirkung des Apothekers John wurde in der Fabrik zuerst das Ergotin „Denzel“ hergestellt. Die Wirksamkeit dieses Präparates wurde durch Saexingor, dem ehemaligen Vorstand der Königlichen Universitätsfrauenklinik Tübingen, und Geheimen Obermedizinalrat H. Fritsch, dem ehemaligen Vorstand der Universitätsfrauenklinik Bonn, erprobt. Im pharmakologischen Verkehr wird Ergotin „Denzel“ in drei verschiedenen Formen verabreicht: 50 % Ergotin in steriler Lösung, Ergotin in Phiolen und Ergotin-Pastillen.
Um die Heilwirkungen des dem Ergotin zugrunde liegenden Mutterkorns bei den hohen Preisen dieses Präparates weiten Kreisen zugänglich zu machen, entwickelte Julius Denzel mit Unterstützung von H. Fritsch ein die Wirksamkeit des Mutterkorns im Wesentlichen ausnützendes, jedoch billigeres Präparat als Ergotin und brachte es im Jahre 1890 unter dem Namen Tinctura haemostyptica „Denzel“ auf den Heilmittelmarkt. Außer dem Anreger, H. Fritsch, haben u. a. Doederlein, früher Vorstand der Universitätsfrauenklinik in Tübingen, danach in München, Sellheim in Tübingen, Kisch in Marienbad und Hofrat Benkiser in Karlsruhe wiederholt in Fachzeitschriften auf die Bedeutung dieser Tinktur hingewiesen.
Diesen beiden Präparaten ließ Denzel im Jahre 1898 das Präparat Digitalis „Denzel“ (physiologisch geprüft) folgen, das seine erste Prüfung durch den Assistenzarzt der medizinischen Universitätsklinik in Tübingen, C. Mangold, unter dem damaligen Vorstand von Liebermeister erhielt, der die Ergebnisse dieser Prüfung in einer längeren wissenschaftlichen Abhandlung der Allgemeinheit zugänglich machte. Diese Prüfungsergebnisse fanden im Laufe der Jahre ihre Bestätigung durch verschiedene Mediziner, u. a. durch Otfried Müller, Vorstand der Medizinischen Klinik Tübingen.
Arbeitsreich und erfolgreich wie die ersten Jahre des Unternehmens waren auch die folgenden Jahre, in denen u. a. die Präparate Extr. filicis „Denzel“, Kreosolid und Kreosolidpastillen mit und ohne Eisen, ferner das Frangol, herausgebracht wurden, das seinen Ursprung wiederum einer Anregung durch H. Fritsch verdankte und durch ihn auch die wissenschaftliche Erprobung an Patienten erfuhr.
Er war introvertiert und deshalb nicht dazu veranlagt, am öffentlichen Leben regen Anteil zu nehmen. Die ernste und stille Arbeit füllte neben der Sorge um das Wohlergehen seiner Familie das Leben des rührigen, zurückhaltenden Fachgenossen vollkommen aus.